# Hometown (Illinois)
Hometown je grad u američkoj saveznoj državi Ilinois. Prema popisu stanovništva iz 2010. u njemu je živjelo 4.349 stanovnika.